# Lubliniec

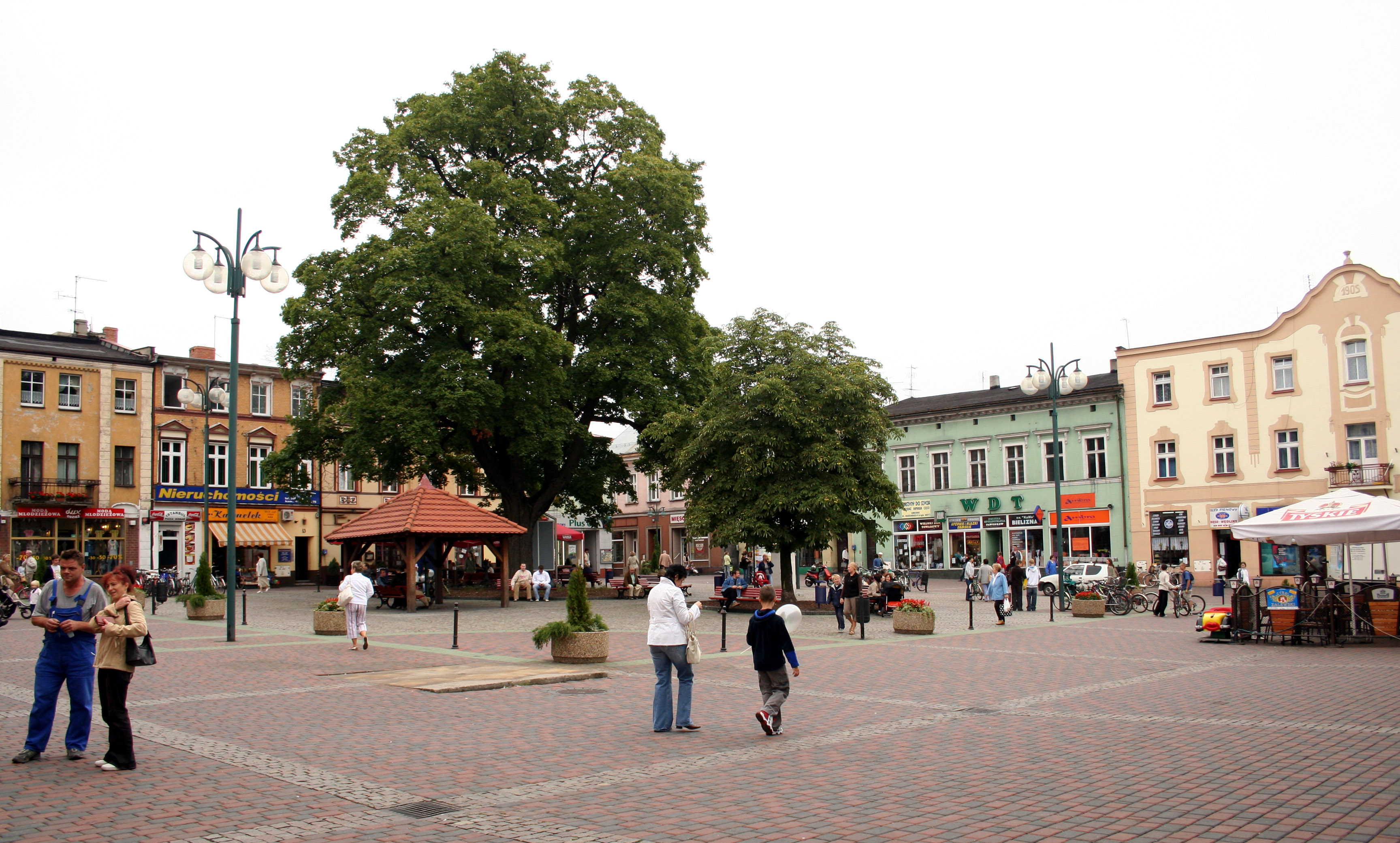
La place du marché de Lubliniec en 2006.

Lubliniec (en allemand : Lublinitz) est une ville de Haute-Silésie dans la voïvodie de Silésie en Pologne. La ville est un grand nœud de communications, traversée par des routes de transit et des voies ferrées importantes, et elle est également bien équipée en industries légères et en industries chimiques. À Lubliniec, qui de 1941 à 1945 portait officiellement le nom de Loben, vivent près de 25 000 personnes.

## Géographie

### Situation géographique
Lubliniec se trouve à la lisière nord de la région de Haute Silésie et de la zone industrielle de Haute Silésie ; dans la voïvodie de Silésie elle est située au Nord-Ouest. Elle est placée à environ 60 km au nord-ouest de Katowice et à environ 35 km au sud de Częstochowa. Quatre rivières traversent la ville, la Malapane et la Lublinica, nommée ainsi d'après Lubliniec et sur les bords de laquelle se trouve une grande partie de la ville, ainsi que d'autres cours d'eau de moindre importance, le Steblowski et le Droniowicki. Les alentours de la ville sont constitués de grandes zones forestières, les forêts de Lubliniec (Lasy Lubliniecki), qui s'étendent jusqu'à Opole et Czestochowa. Dans cette zone forestière, une des plus importantes de Pologne, a été créé en 1999, le parc paysager de Lasy nad Górna Liswarta, vaste de 50.746 hectares et qui n'est qu'à quelques kilomètres au nord de la ville.

## Histoire
De 1743 à 1926, Lublinitz fait partie de l'arrondissement de Lublinitz dans le district d'Oppeln au sein de la province de Silésie.

## Personnalités notables
- Max Kolonko (né en 1965) journaliste